# Полярна романтика
Полярна романтика (англ. A Polar Romance) — американська короткометражна драма режисера Джея Ханта 1915 року.

## У ролях
- Ірвінг Каммінгс — Андреа Дженнессен
- Жозефін Вест — Надина Рольф
- Флоренс Хейл
- Чарльз Вітман
- Фред Гембл
- Кларенс Бейкер